# Golombere Hodande
Golombere Hodande (ou Hodande Golombere) est une localité du Cameroun située dans l'arrondissement de Bogo, le département du Diamaré et la région de l’Extrême-Nord. Elle fait partie du lawanat de Guinelaye.

## Population
En 1975, la localité comptait 188 habitants, 90 Peuls et 98 Mousgoum.
Lors du recensement de 2005, on y a dénombré 209 personnes, dont 101 hommes et 109 femmes.